# Кревеніку (комуна)
Кревеніку (рум. Crevenicu) — комуна у повіті Телеорман в Румунії. До складу комуни входять такі села (дані про населення за 2002 рік):
- Кревеніку (1119 осіб)
- Редулешть (625 осіб)

Комуна розташована на відстані 45 км на південний захід від Бухареста, 37 км на північний схід від Александрії, 141 км на схід від Крайови.

## Населення
За даними перепису населення 2002 року у комуні проживали 1744 особи, усі — румуни. Усі жителі комуни рідною мовою назвали румунську.
Склад населення комуни за віросповіданням:
| Релігія     | Кількість осіб | Відсоток |
| ----------- | -------------- | -------- |
| православні | 1733           | 99,4%    |
| лютерани    | 8              | 0,5%     |
| реформати   | 1              | 0,1%     |
| бретрени    | 1              | 0,1%     |